# UFC 132
UFC 132: Cruz vs. Faber foi um evento de mixed martial arts realizado pelo Ultimate Fighting Championship em 2 de julho de 2011, no MGM Grand Garden Arena em Las Vegas, Nevada.

## Prévia
A revanche da luta do UFC 127 entre BJ Penn e Jon Fitch era esperada para esse evento, mas Fitch retirou-se da luta devido a uma lesão no ombro. B.J. Penn também saiu do card do UFC 132 devido a uma lesão no ombro.

## Card Oficial
Nota 1 Pelo Cinturão Peso-Galo do UFC.